# Ompok binotatus
Ompok binotatus är en fiskart som beskrevs av Ng 2002. Ompok binotatus ingår i släktet Ompok och familjen malfiskar. Inga underarter finns listade i Catalogue of Life.